# Miami Heat 1995-1996
La stagione 1995-96 dei Miami Heat fu l'8ª nella NBA per la franchigia.
I Miami Heat arrivarono terzi nella Atlantic Division della Eastern Conference con un record di 42-40. Nei play-off persero al primo turno con i Chicago Bulls (3-0).

## Risultati
| Squadra            | V  | P  | %    | GB |
| ------------------ | -- | -- | ---- | -- |
| Orlando Magic      | 60 | 22 | 73,2 | -  |
| N.Y. Knicks        | 47 | 35 | 57,3 | 13 |
| Miami Heat         | 42 | 40 | 51,2 | 18 |
| Washington Bullets | 39 | 43 | 47,6 | 21 |
| Boston Celtics     | 33 | 49 | 40,2 | 27 |
| N.J. Nets          | 30 | 52 | 36,6 | 30 |
| Philadelphia 76ers | 18 | 64 | 22,0 | 42 |

## Roster
| N° | Naz.                   | Ruolo | Sportivo          | Anno | Alt. | Peso \|\| |
| -- | ---------------------- | ----- | ----------------- | ---- | ---- | --------- |
| 2  | Stati Uniti (bandiera) | GA    | Keith Askins      | 1967 | 201  | 89        |
| 5  | Jugoslavia (bandiera)  | G     | Predrag Danilović | 1970 | 196  | 91        |
| 7  | Stati Uniti (bandiera) | G     | Rex Chapman       | 1967 | 193  | 84        |
| 10 | Stati Uniti (bandiera) | G     | Tim Hardaway      | 1966 | 183  | 79        |
| 12 | Stati Uniti (bandiera) | G     | Bimbo Coles       | 1968 | 185  | 82        |
| 14 | Stati Uniti (bandiera) | G     | Tony Smith        | 1968 | 191  | 84        |
| 15 | Stati Uniti (bandiera) | AC    | Chris Gatling     | 1967 | 208  | 100       |
| 15 | Stati Uniti (bandiera) | G     | Terrence Rencher  | 1973 | 191  | 84        |
| 20 | Stati Uniti (bandiera) | GA    | Pete Myers        | 1963 | 198  | 82        |
| 21 | Stati Uniti (bandiera) | AC    | Stacey King       | 1967 | 211  | 104       |
| 22 | Stati Uniti (bandiera) | G     | Voshon Lenard     | 1973 | 193  | 93        |
| 23 | Stati Uniti (bandiera) | GA    | Tyrone Corbin     | 1962 | 198  | 95        |
| 24 | Stati Uniti (bandiera) | C     | Danny Schayes     | 1959 | 211  | 107       |
| 25 | Stati Uniti (bandiera) | G     | Jeff Malone       | 1961 | 193  | 93        |
| 28 | Stati Uniti (bandiera) | AC    | LeRon Ellis       | 1969 | 206  | 102       |
| 30 | Stati Uniti (bandiera) | GA    | Billy Owens       | 1969 | 203  | 100       |
| 33 | Stati Uniti (bandiera) | C     | Alonzo Mourning   | 1970 | 208  | 109       |
| 35 | Stati Uniti (bandiera) | GA    | Kevin Gamble      | 1965 | 196  | 95        |
| 40 | Stati Uniti (bandiera) | A     | Kurt Thomas       | 1972 | 206  | 104       |
| 42 | Stati Uniti (bandiera) | GA    | Walt Williams     | 1970 | 203  | 99        |
| 42 | Stati Uniti (bandiera) | AC    | Kevin Willis      | 1962 | 213  | 100       |
| 54 | Stati Uniti (bandiera) | A     | Ron Grandison     | 1964 | 198  | 98        |

## Staff tecnico
- Allenatore: Pat Riley
- Vice-allenatori: Stan Van Gundy, Bob McAdoo, Scotty Robertson, Jeff Bzdelik
- Vice-allenatore/scout: Tony Fiorentino